# UFC on FOX 3
UFC on Fox: Diaz vs. Miller (noto anche come UFC on FOX 3) è stato un evento di arti marziali miste organizzato dalla Ultimate Fighting Championship che si è tenuto il 5 maggio 2012 all'Izod Center di East Rutherford, Stati Uniti.

## Retroscena
Tony Ferguson avrebbe dovuto affrontare Dennis Hallman, ma quest'ultimo s'infortunò e venne sostituito prima da Thiago Tavares e poi da Michael Johnson.
John Dodson doveva vedersela con Darren Uyenoyama, ma il quale diede forfait e venne rimpiazzato con Tim Elliott.
Roland Delorme venne scelto come sostituto dell'infortunato Johnny Bedford per affrontare Nick Denis.
John Lineker fallì la pesata e di conseguenza l'incontro con Louis Gaudinot venne dichiarato un incontro catchweight fino alle 127 libbre (57,61 chilogrammi).

## Risultati

### Card preliminare
- Incontro categoria Pesi Medi:  Mike Massenzio contro  Karlos Vemola

Vemola sconfisse Massenzio per sottomissione (strangolamento da dietro) a 1:07 del secondo round.
- Incontro categoria Pesi Gallo:  Roland Delorme contro  Nick Denis

Delorme sconfisse Denis per sottomissione (strangolamento da dietro) a 4:59 del primo round.
- Incontro categoria Pesi Piuma:  Dennis Bermudez contro  Pablo Garza

Bermudez sconfisse Garza per decisione unanime (30-27, 30-27, 30-27).
- Incontro categoria Pesi Leggeri:  Danny Castillo contro  John Cholish

Castillo sconfisse Cholish per decisione unanime (30-27, 30-27, 30-27).
- Incontro categoria Catchweight:  Louis Gaudinot contro  John Lineker

Gaudinot sconfisse Lineker per sottomissione (strangolamento a ghigliottina) a 4:54 del secondo round.
- Incontro categoria Pesi Welter:  John Hathaway contro  Pascal Krauss

Hathaway sconfisse Krauss per decisione unanime (29-28, 30-27, 30-27).
- Incontro categoria Pesi Mosca:  John Dodson contro  Tim Elliott

Dodson sconfisse Elliott per decisione unanime (29-28, 29-28, 29-28).
- Incontro categoria Pesi Leggeri:  Tony Ferguson contro  Michael Johnson

Johnson sconfisse Ferguson per decisione unanime (30-27, 30-27, 30-27).

### Card principale
- Incontro categoria Pesi Massimi:  Pat Barry contro  Lavar Johnson

Johnson sconfisse Barry per KO Tecnico (pugni) a 4:38 del primo round.
- Incontro categoria Pesi Medi:  Rousimar Palhares contro  Alan Belcher

Belcher sconfisse Palhares per KO Tecnico (pugni e gomitate) a 4:18 del primo round.
- Incontro categoria Pesi Welter:  Josh Koscheck contro  Johny Hendricks

Hendricks sconfisse Koscheck per decisione divisa (29-28, 28-29, 29-28).
- Incontro categoria Pesi Leggeri:  Nate Diaz contro  Jim Miller

Diaz sconfisse Miller per sottomissione (strangolamento a ghigliottina) a 4:09 del secondo round.

## Premi
I seguenti lottatori sono stati premiati con un bonus di 65.000 dollari:
- Fight of the Night:  Louis Gaudinot contro  John Lineker
- Knockout of the Night:  Lavar Johnson
- Submission of the Night:  Nate Diaz